# Азизов, Эльдар Азиз оглы
Эльда́р Ази́з оглы́ Ази́зов (азерб. Eldar Əziz oğlu Əzizov; род. 28 июня 1957, Баку) — азербайджанский государственный и политический деятель. Глава исполнительной власти города Баку (с 2018 года).

## Биография
Азизов Эльдар Азиз оглы родился 28 июня 1957 года в городе Баку.
В 1979 году с отличием окончил исторический факультет Азербайджанского государственного университета.
Начиная с того же года занимал разные ответственные должности в Центральном комитете комсомола Азербайджана.
С 1984 года работал первым секретарём комитета комсомола района 26 Бакинских комиссаров города Баку, с 1987 года — первым секретарём Бакинского городского комитета. В 1989 году избран секретарём Центрального комитета комсомола Азербайджана. С 1991 года работал секретарём Центрального комитета союза молодёжи Азербайджана.
В 1998 году назначен руководителем отдела международных отношений Центральной избирательной комиссии Азербайджана, в 1999 году — первым заместителем председателя департамента внешних связей и инвестиционных программ Исполнительной власти города Баку.
В марте 2000 года назначен заместителем Главы исполнительной власти города Баку, с июня того же года — Главой исполнительной власти Низаминского района города Баку.
Глава исполнительной власти г. Гянджа (2003—2011).
Главой исполнительной власти г. Сумгаит (2011—2015).
В 2015—2018 годах являлся Главой исполнительной власти Сабаильского района города Баку.
С 16 июля 2018 года являлся заместителем главы исполнительной власти города Баку.
15 ноября 2018 года назначен Главой исполнительной власти города Баку.
В 1990 году избран депутатом Верховного Совета Азербайджана.
Неоднократно избирался депутатом Бакинского городского совета депутатов.
Член Союза журналистов Азербайджана. Почётный член Союза архитекторов Азербайджана. Автор книги «Дифаи» и более 200 статей.
В 1980 году указом Президиума Верховного Совета СССР награждён орденом «Знак Почёта».

## Семья
Родился в семье лезгина и азербайджанки. По материнской линии является праправнуком Бахмана Мирзы Каджара.

## Награды
- Орден «Знак Почёта» (1985)
- Орден «За службу Отечеству» 2 степени (22 июня 2017) — за активное участие в общественно-политической жизни Азербайджанской Республики[9]